# Skischule
Skischulen (bzw. Schischulen in Österreich und der Schweiz) sind Klein- oder Mittelbetriebe, die Kurse zum Erlernen oder Verfeinern der Skilauf-Technik und von verwandten Wintersportarten anbieten. Die wichtigsten Angebote umfassen Grundkurse und Fortgeschrittenenkurse für
- Ski Alpin – im Regelfall nach der jeweils modernsten Fahr- und Lehrmethode
- Skilanglauf
- Snowboarden
- und vereinzelt Grundkurse für Schneeschuh-Wandern, Skitouren und Kurzski-Techniken.

## Kursarten und Lehrpläne

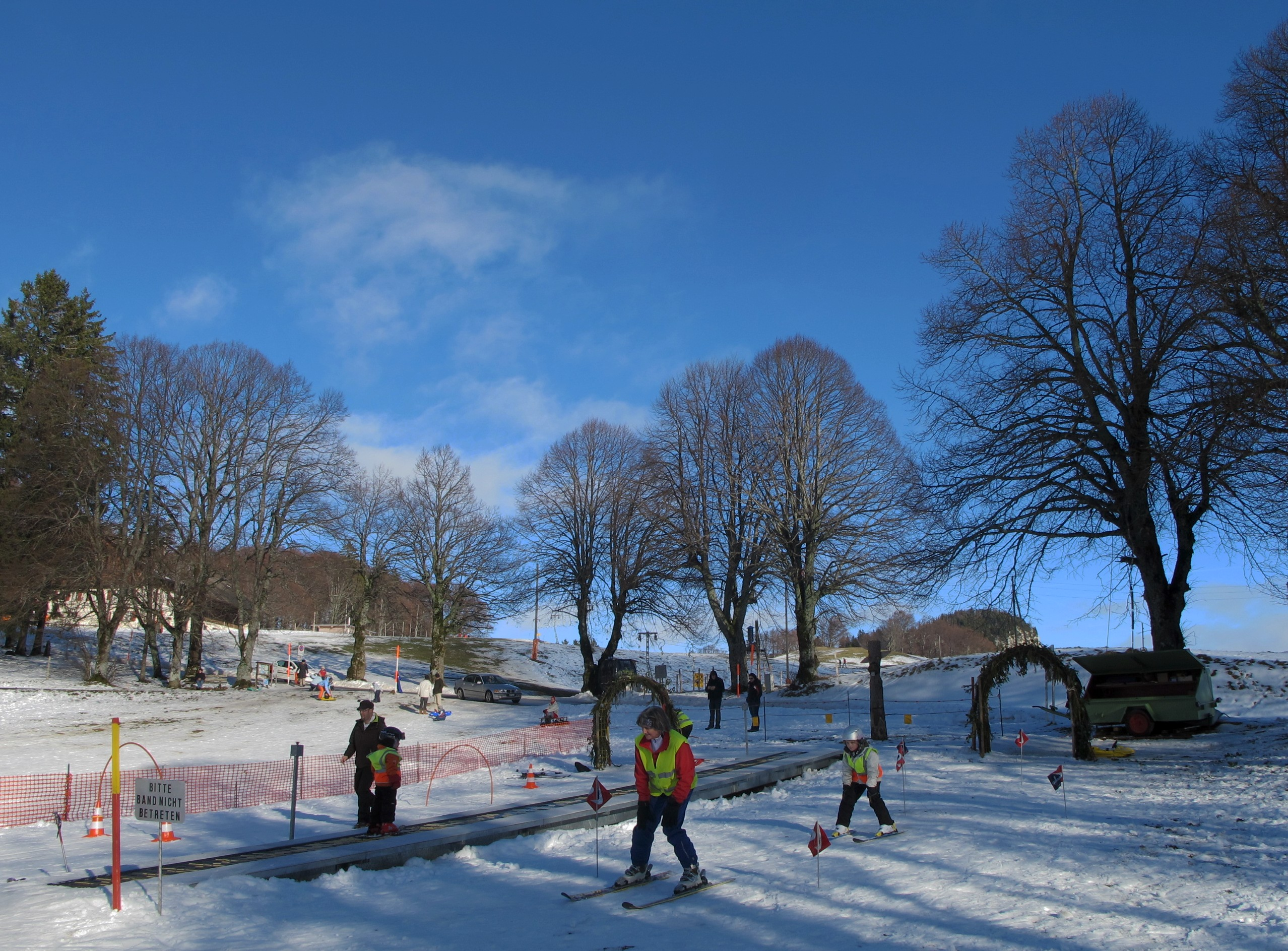
Kinder Skischule

Fast alle Skischulen bieten auch mehrere Kurse für Kinder verschiedenen Alters und Könnens an sowie die Organisation von Skikursen für Schulklassen. Das ideale Einstiegsalter in den Skisport liegt bei 3 Jahren. Viele Schulen bieten auch den Verleih von Skiern und Skischuhen an oder kooperieren mit einem entsprechenden Verleih am Ort. Neben privaten Schulen gibt es auch von alpinen Vereinen (z. B. dem DAV) betriebene Kurszentren sowie öffentlich geförderte Skischulen, wie etwa die an Bundes- und Landessportschulen.
In den Alpenländern mit ihren etwa 30–50 Millionen Skifahrern sind alle Skischulen einer strengen Qualitätskontrolle unterworfen, die neben dem Lehrprogramm und der Ausbildung der Skilehrer auch verschiedene Sicherheitsaspekte und die 10 FIS-Regeln umfasst. Zur Weiterentwicklung der Fahrtechniken, Lehrmethoden und neuen Trends tragen die Erfahrungen im Rennsport entscheidend bei.
Als Beispiel für einen verbindlichen Lehrplan möge Österreich dienen, wo jährlich neun bis zehn Millionen Skifahrer unterwegs sind. Hier wird der aktuelle „Skilehrplan“ von allen Landesskilehrerverbänden gemeinsam getragen, wodurch alle Skischulen ihre Kunden in Theorie und Praxis auf Grundlage desselben Informationsstandes unterrichten können. Dieser Skilehrplan ist möglichst kurz und einfach konzipiert, um für die Lernenden leicht umsetzbar zu sein (siehe 2. Weblink). Nach der vorbereitenden Grundstufe (Standsicherheit, Sturztechnik, Schneepflug usw.) wird heute zügig auf das Lehrziel Schnittschwung (engl. carving) hingearbeitet. Für Kinder und Jugend sind mit den „Shortcarvern“ (neue Kurzgleiter mit 80 bis 100 cm) besonders schnelle Lehrwege möglich, bis im nun schon klassischen Schnittschwung/Carving gut gesteuertes Kurvenfahren, Gleiten und Tempokontrolle erreicht wird.
Zu den früher gelehrten alpinen Fahrtechniken gehören u. a. Telemarken, die „Beinspieltechnik“ der 1950er Jahre, der Stemmbogen, Stemm- und Parallelschwung, Jetschwung und Wedeln (Kurzschwung).
In den letzten Jahren steigt das Interesse am Tiefschneefahren und an Freestyle-Techniken. Zahlreiche Skischulen legen ihren Fokus auf moderne Skifahrtechniken wie „Freestyle“ und „Freeriden“.
Die Sportfördergruppe der Bundeswehr für den Skisport befindet sich in Sonthofen (Bayern) und Todtnau-Fahl (Baden-Württemberg).